# هشام ارازی
 هشام ارازی (عربی: هشام أرازي؛ زاده ۱۹ اکتبر ۱۹۷۳) یک تنیس‌باز اهل مراکش است.